# Encymachus
Encymachus is een geslacht van spinnen uit de familie springspinnen (Salticidae).

## Soorten
De volgende soorten zijn bij het geslacht ingedeeld:
- Encymachus hesperus Lawrence, 1927
- Encymachus livingstonei Simon, 1902